# クバーナ航空
クバーナ航空（クバーナこうくう、スペイン語: Cubana de Aviación）は、キューバの国営航空会社。同国のフラッグ・キャリアである。日本ではキューバ航空などの呼ばれ方もする。

## 概要

### 創設
1929年10月8日に、アメリカの航空機製造メーカーのカーチス・ライトにより、「"Compañía Nacional Cubana de Aviación Curtiss"」社として創設された。その後アメリカの大手航空会社のパンアメリカン航空の事実上の傘下となり、第二次世界大戦中の1944年に現在の社名に変更した。

### キューバのフラッグキャリア
第二次世界大戦後にダグラス DC-4やロッキード コンステレーションの大型機を次々と導入し、バミューダ経由マドリード線やローマ線などの長距離路線、メキシコシティ線やニューヨーク線などの中距離路線を次々に開設し、事実上キューバのフラッグ・キャリアとなった。

### 冷戦

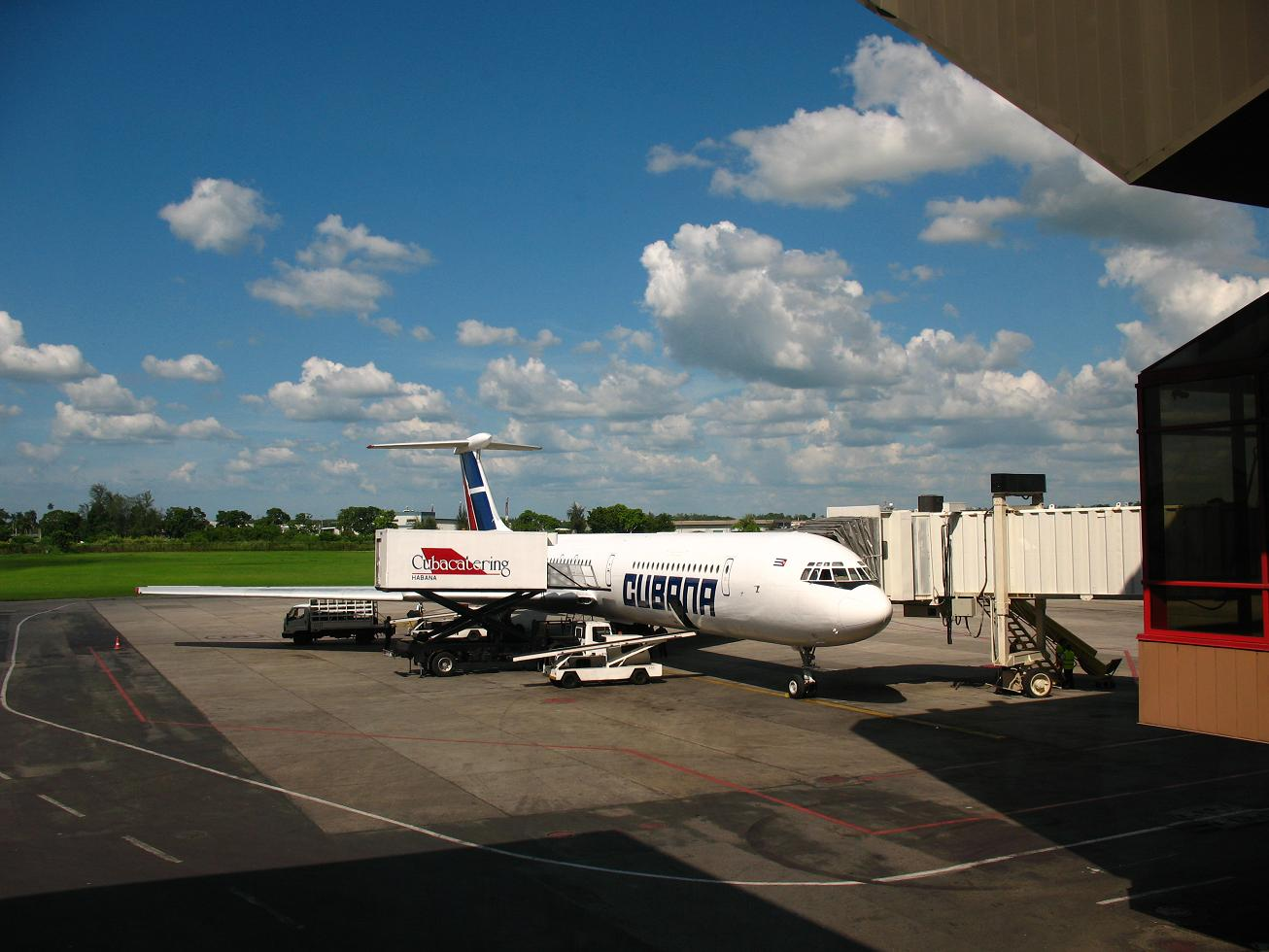
イリューシンIl-62

しかし冷戦下の1959年に起こった「キューバ革命」以降、キューバの指導者となったフィデル・カストロ率いる社会主義政権が、アメリカやイギリスをはじめとする西側諸国との対決路線を打ち出したために、それまで拡張を続けていた南アメリカ諸国やカリブ海諸国を含む西側諸国への路線を次々に運休した。なお、その様な中でも隣国であるメキシコとの路線は維持し続けた。
なお、その後1960年代に入りアメリカのジョン・F・ケネディ政権がキューバへの禁輸政策を採り、その後国交断絶をしたために、1960年代に全てのアメリカ路線が運航を停止した。さらに、アメリカ領空の通過もこれ以降差し止められたため、ヨーロッパへ向かう便はアメリカ領空を大きく迂回してカナダのガンダーもしくはモントリオールへ向かい、給油後ヨーロッパへ向かうルートを取ることとなった。また、欧米企業のボーイングやエアバスからの航空機購入ができなくなったため、ソビエト製のイリューシンIl-14およびIl-18を導入し、キューバの国内線で使用された。また、当時アメリカ大陸でソビエト製の航空機を運航した最初の航空会社になった。
その後はプラハやモスクワ、東ベルリンなどの東側諸国への路線を次々と開設すると同時に、それまで導入していたアメリカ製やイギリス製の航空機に代わり、ツポレフやイリューシン、アントノフなどのソビエト連邦製の機材を、ソビエト連邦政府による大幅な割引を受けた上で次々と導入した。

### 冷戦崩壊後

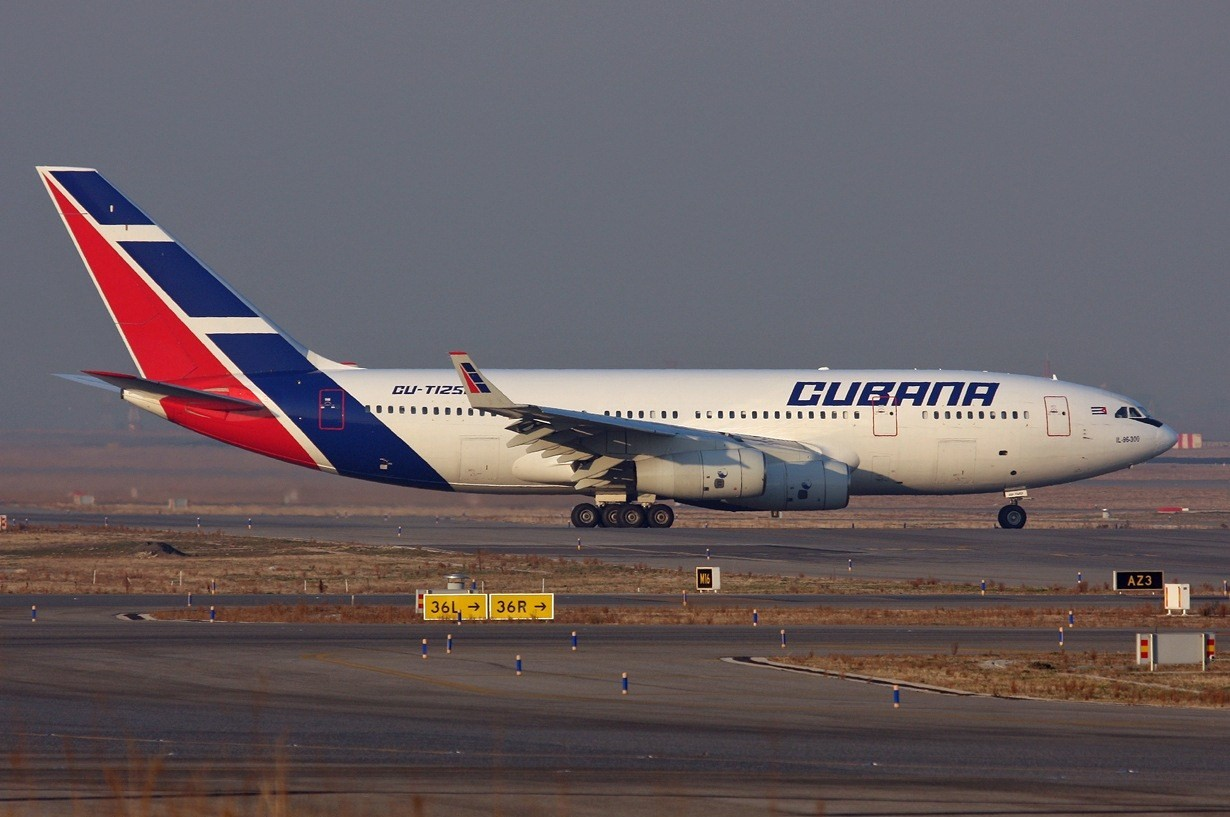
イリューシンIl-96

1990年代に入りソビエト連邦が崩壊し、その後復活したロシアからはかつてのソビエト連邦からのような有形無形の援助が激減したが、引き続きアメリカからの経済制裁を受けていたため、アメリカ製の航空機を購入することが事実上不可能な事もあり、旧ソビエト連邦製の機種の置き換えが進行した。これに伴い、イリューシンIl-96やツポレフTu-204等のロシア製の最新機材の導入を図るとともに、ヨーロッパ製のエアバス機のリースも進めた。
また、冷戦崩壊に伴い一部の中南米及びカリブ海諸国との国交が回復したことで、コロンビアやグアテマラ、アルゼンチンなどへの路線が開設され、キューバへの観光客の誘致に貢献している。
また、2005年にスペインのイベリア航空と合弁会社を設立し、エアバスやボーイングなどの欧米製航空機の保守などを行っている。
2012年7月、アントノフAn-158航空機3機の納入契約に署名した。また、2013年2月、350人乗りのイリューシンIl-96-400を3機発注する契約を結んだ。なお、An-158は、2018年以降、継続的なメンテナンスの問題により運航を取りやめている。

### 現在
現在は首都のハバナのホセ・マルティ国際空港をハブ空港としてキューバ国内、中南米諸国、カリブ海周辺諸国、北アメリカ諸国、ヨーロッパ諸国に路線網を持つ。近年、アメリカとの国交が回復したため、アメリカ各都市との路線の回復や上空通過が見込まれている。

## 保有機材

### 運航機材
| 機材                   | 運用機数 | 発注機数 | 客席数 | 客席数 | 客席数 | 備考 |
| 機材                   | 運用機数 | 発注機数 | C      | Y      | 計     |      |
| ---------------------- | -------- | -------- | ------ | ------ | ------ | ---- |
| ATR72-200              | 1        | ー       | ー     | 66     | 66     |      |
| イリューシン Il-96-300 | 3        | ー       | 18     | 244    | 262    |      |
| ツポレフTu-204-100     | 2        | ー       | 12     | 212    | 224    |      |
| ツポレフTu-204-100CE   | 2        | ー       | 貨物   | 貨物   | 貨物   |      |
| 合計                   | 8        |          |        |        |        |      |

キューバ革命によるアメリカとの国交断絶以前はDC-8-40型機を運用していたが、国交断絶後、西側諸国からの経済制裁により欧米製航空機は中古機をリースするしかなく、1990年代以降はDC-10-30型機やエアバスA320-200型機などを数機運用していた。

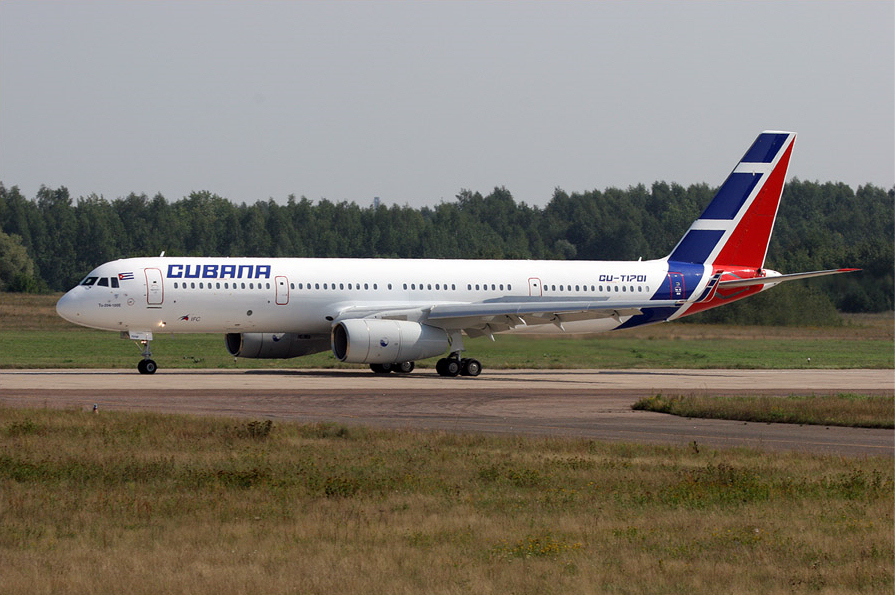
ツポレフTu-204

### 退役済機材一覧
- エアバスA320-200
- エアバスA330‐200
- ボーイング737-300
- ボーイング737‐400
- ボーイング767‐300ER
- ダグラスDC-8
- マクドネル・ダグラスDC-10
- イリューシンIl‐62

## 就航路線

### キューバ国内
- ハバナ (ホセ・マルティ国際空港)
- サンティアゴ・デ・クーバ (アントニオ・マセオ空港（スペイン語版）)

### 国際線(ヨーロッパ)
- マドリード

### 過去に就航していた空港(国内線)
- グアンタナモ (マリアナ・グラハレス空港)
- カマグエイ (イグナシオ・アグラモンテ国際空港（スペイン語版）)
- サンタ・クララ (アベル・サンタ・マリア空港（スペイン語版）)
- オルギン (フランク・パイス空港（スペイン語版）)
- シエンフエーゴス (ハイメ・ゴンザレス空港（スペイン語版）)
- ピナール・デル・リオ

### 過去に就航していた空港(海外)

#### 中南アメリカ
- メキシコシティ、カンクン
- ボゴタ
- グアテマラシティ
- ブエノスアイレス

2024年、燃料供給を拒否されたため、アルゼンチンへの路線の運航終了を余儀なくされた。
- カラカス

#### 北アメリカ
- モントリオール、トロント

#### ヨーロッパ
- パリ(オルリー)
- ロンドン

## コードシェア
- アエロフロート
- エア・カライベス
- アビアンカ航空
- アビアンカ航空 エルサルバドル
- ネオス
- サンライズ・エアウェイ

## 事件・事故
- クバーナ航空455便爆破事件 （1976年10月6日）
- クバーナ航空9646便墜落事故 （1989年9月3日）
- クバーナ航空389便オーバーラン事故 （1998年8月29日）
- クバーナ航空1216便オーバーラン事故 （1999年12月21日）
- クバーナ航空310便墜落事故 （1999年12月25日）
- クバーナ航空972便墜落事故 （2018年5月18日）[4]